# 엔에이치엔커머스
NHN커머스는 NHN 기업이 이끄는 △게임 △결제/광고 △커머스 △기술 △콘텐츠 등 종합 ICT 비전의 주축으로서 커머스 사업 전반을 아우르는 글로벌 커머스 플랫폼 기업으로 도약하고 있습니다. 
빠르게 변화하는 커머스 시장 환경에 유연하게 대응할 수 있는 최신 IT 기술력과 글로벌 인프라 역량을 기반으로 한 NHN커머스만의 생태계를 구축하며 다양한 커머스 비즈니스를 유기적으로 연결해 나가고 있습니다. 

## 서비스
- 클라우드 커머스 플랫폼 제공(고도몰/샵바이)
- 마케팅, 글로벌 유통 등 EC 부가서비스 지원
- 개인화 쇼핑몰 플랫폼 운영
- IBT 중국 커머스 - 글로벌 브랜드 중국 시장 진입 및 총판 유통
- IKONIC 유럽 커머스 - 자체 쇼핑 플랫폼 기반 글로벌 유통 전개

## 연혁
- 2022년: 중소형 브랜드 대상 솔루션 '샵바이 프로(shop by pro)' 출시
- 2021년: 'NHN커머스'로 사명 변경, 중대형 엔터프라이즈 대상 솔루션 '샵바이 프리미엄(shop by premium)' 출시
- 2019년: 1인 마켓 대상 쇼핑몰 솔루션 '샵바이(shop by)' 출시, NHN에이컴메이트 자회사로 편입, 소비자가 뽑은 올해의 브랜드 대상 '샵바이(shop by)' 수상
- 2017년: 창립 15주년, '고도몰5' 글로벌 솔루션 오픈
- 2014년: NHN엔터테인먼트 계열사 편입
- 2002년: 고도소프트 설립